# Herpestes
Herpestes ('lladre rastrer') és un gènere de mangostes de la família Herpestidae.
Es distribueixen a Àfrica i el sud de la península Ibèrica. Antigament contenia nou espècies asiàtiques que actualment es classifiquen en el gènere Urva.

## Taxonomia
Conté les següents espècies i subespècies:
- H. abdelalii †
- Mangosta comuna (Herpestes ichneumon)
  - Herpestes ichneumon ichneumon
  - Herpestes ichneumon angolensis
  - Herpestes ichneumon cafra
  - Herpestes ichneumon centralis
  - Herpestes ichneumon funestus
  - Herpestes ichneumon mababiensis
  - Herpestes ichneumon numidicus
  - Herpestes ichneumon parvidens
  - Herpestes ichneumon sabiensis
  - Herpestes ichneumon sangronizi
  - Herpestes ichneumon widdringtonii
- H. palaeoserengetensis †